# 梭魚號潛艇 (SSK-1)
梭魚號潛艇 (SSK-1/SST-3/SS-550)  (原名 「K-1」(SSK-1))，是1951年的梭魚級的首艦，亦是美國海軍第三艘以「梭魚」——一種饞嘴、像狗魚的品種——為名的艦船。1949年7月1日，通用動力公司的電船部在康乃狄克州的格羅頓鎮安放梭魚號的龍骨。1951年3月2日，梭魚號下水（當時艦名為「K-1」），由威利斯·曼寧·湯瑪士夫人（她的亡夫是已故的鯧鰺號潛艇（SS-181）的指揮官）贊助；同年11月10日，梭魚號展開服役，由F. A. 安德魯斯少校擔任艦長。值得一提的是，後來的美國總統吉米·卡特在該艦未服役前就已是該艦軍官之一，直到1952年10月16日被調職為止。
美國海軍的三艘獵艇潛艇（SSK）（參見美國海軍通用艦船分類符號）——「梭魚」（SSK-1）、「鱸魚」（SSK-2）和「狐鰹」（SSK-3），都配備了巨型的BQR-4艦首聲納陣列；這是「嘉陽計劃」（Project Kayo）——一項有關使用艦首低頻被動聲納陣列的實驗計劃。當面對使用通氣管的敵潛艇時，潛艇只要實行靜音潛航，這些聲納陣列將提供一個比以往大為改進的聲納偵搜範圍。這些SSK潛艇航速低，而且又需定期上浮到潛望鏡深度使用通氣管，反潛戰（ASW）能力因而受到不小的限制；但她們所帶來的先進聲納技術，對後來的核潛艇來說意義重大。美軍相信蘇聯海軍會以納粹德國的XXI級潛艇為基礎，建設一支龐大的潛艇部隊；而梭魚級潛艇在發展過程中，因而被視為對抗蘇聯潛艇的原型艦，以備後來大量生產之用。
梭魚號加入了以她的母港新倫敦為駐地的「第二潛艇發展小組」。她在美國和加拿大的大西洋沿岸水域，及加勒比海巡航；在1955年6月，又到訪格里諾克和蘇格蘭的羅斯。同時12月15日，她的艦名由「K-1」改為「梭魚」（SSK-1）。在這些旅程之間，梭魚號在東岸進行了一些實驗性和訓練性的操演。

## 轉任訓練潛艇
1958年，蘇聯的核動力潛艇取代其常規動力潛艇，成為對美國的威脅，獵艇潛艇因此功成身退。翌年7月15日，梭魚號的舷號改為「SST-3」，並在其後數年間，於南卡羅來納州的查爾斯頓，以及科羅拉多州的基韋斯特外服役。1963至1964年間，梭魚號於維吉尼亞州的諾福克海軍造船廠進行大型翻修，將她獨特的大型艦首聲納陣列拆除，並安裝了流線型的艦首——就像其他改裝成「GUPPY」格局的潛艇一般。1965年，梭魚號在科羅拉多州的韋斯特外進行了一些訓練行動。
1968年，梭魚號轉移到南卡羅來納州的查爾斯頓，成為下級軍官和士官長的訓練平台。1972年8月1日，梭魚號的舷號再改為「SS-T3」雖然，她的姊妹艦的舷號都改為「SS-551」和「SS-552」，甚至「SS-550」的舷號很可能已被預留給她，但梭魚號從未正式擁有過這舷號。

## 結局
梭魚號在1973年10月1日於查爾斯頓退役，並於同日被拆解；翌年4月8日至7月8日間，她在同地附近報廢（很可能是在布拉斯韋爾造船廠）。